# Moták pilich
Moták pilich (Circus cyaneus) je středně velký dravec z čeledi jestřábovitých (Accipitridae).

## Popis
- délka: 43–52 cm
- hmotnost: 320–450 g
- rozpětí křídel: 100–120[2], Dungel a Hudec uvádějí 97–118 cm[3]

Menší než moták pochop, liší se celkově světlejším vzhledem a delšími a širšími křídly zakončenými hrotem se čtyřmi letkami. Samci jsou šedomodří, s černými konci křídel, tmavým okrajem na jejich spodní straně a bílým kostřcem a spodinou těla. Samice jsou větší než samci, převážně hnědé, mají jasně bílý kostřec, světlou, hnědě pruhovanou spodinu a variabilně velké žlutavé pole na vrchní straně křídla. Prachový šat mláďat je bílý, na zádech žlutošedý. Mladí ptáci jsou velmi podobní samicím, od kterých se liší hnědavou, méně pruhovanou spodinou těla a větším žlutohnědým polem na vrchní straně křídel. Podobně jako sovy má i moták pilich závoj kolem očí.
Je velmi obratným letcem. Létá pomalu a kymácivě,[nedostupný zdroj] nízko a často mění směr. Křídla drží zvednutá do mělkého V.
Na hnízdě vydává varovné „gegegegege“.[nedostupný zdroj]

## Rozšíření
Hnízdní areál zahrnuje značnou část palearktické oblasti od Irska a severozápadního Španělska východně až po Kamčatku. Nehnízdí na Balkáně, v Itálii, Švýcarsku a Rakousku. Částečně tažný, zimuje ve střední a jižní Evropě, severní Africe, na Blízkém a Středním východě a v jižní Asii.
Většina hnízdící populace obývá Švédsko, Finsko, Rusko a Francii. Celková evropská populace se snižuje v důsledku vysušování, zalesňování a intenzivního zemědělského využívání krajiny. Tendence zvyšování početnosti byla zjištěna jen na nizozemských ostrovech v Severním moři.
Hnízdí v otevřené krajině v tajgách, bažinách a v okolí mělkých jezer s hustou vegetací, na vřesovištích, podmáčených loukách.

## Výskyt v Česku
Pravidelně přes území ČR táhne a v počtu 700–1500 jedinců zde zimuje; ptáci místy společně nocují v rudeárních porostech. Na území ČR zimují ptáci ze severní a severovýchodní Evropy.[nedostupný zdroj] Meziročně však počet zimujících ptáků značně kolísá, zřejmě v závislosti na početnosti a dostupnosti vhodné potravy a na situaci na severských hnízdištích. Zimující ptáci se zdržují především v zemědělské krajině, lesnatým oblastem se vyhýbají.
Hnízdí ovšem řídce, roztroušeně a značně kolísavě, patrně do 1100 m n. m. V letech 1985–1989 byl početní stav odhadnut na 50–80 hnízdících párů, v roce 1990 na 40–60 párů, na počátku 21. století na 30–50 párů, k roku 2010 na 10 párů a v letech 2014–2016 nebylo v ČR prokázáno žádné hnízdění (tzn. 0–5 párů). Proto byl z někdejší kategorie „E – ohrožený druh“ přeřazen do kategorie „CR – kriticky ohrožený druh“. (V Evropě spadá do kategorie „NT – téměř ohrožený“, v EU 27 do kategorie „LC – málo dotčený“.) Vyhláškou 395/1992 Sb., v aktuálním znění, je prohlášen za druh silně ohrožený. Preferuje mokřady, podmáčené louky či pole, méně hnízdí na mokrých lesních pasekách nebo v porostech mladých jehličnanů. V Česku hnízdící ptáci jsou převážně tažní a směřují zimovat do jižní Evropy.

## Potrava

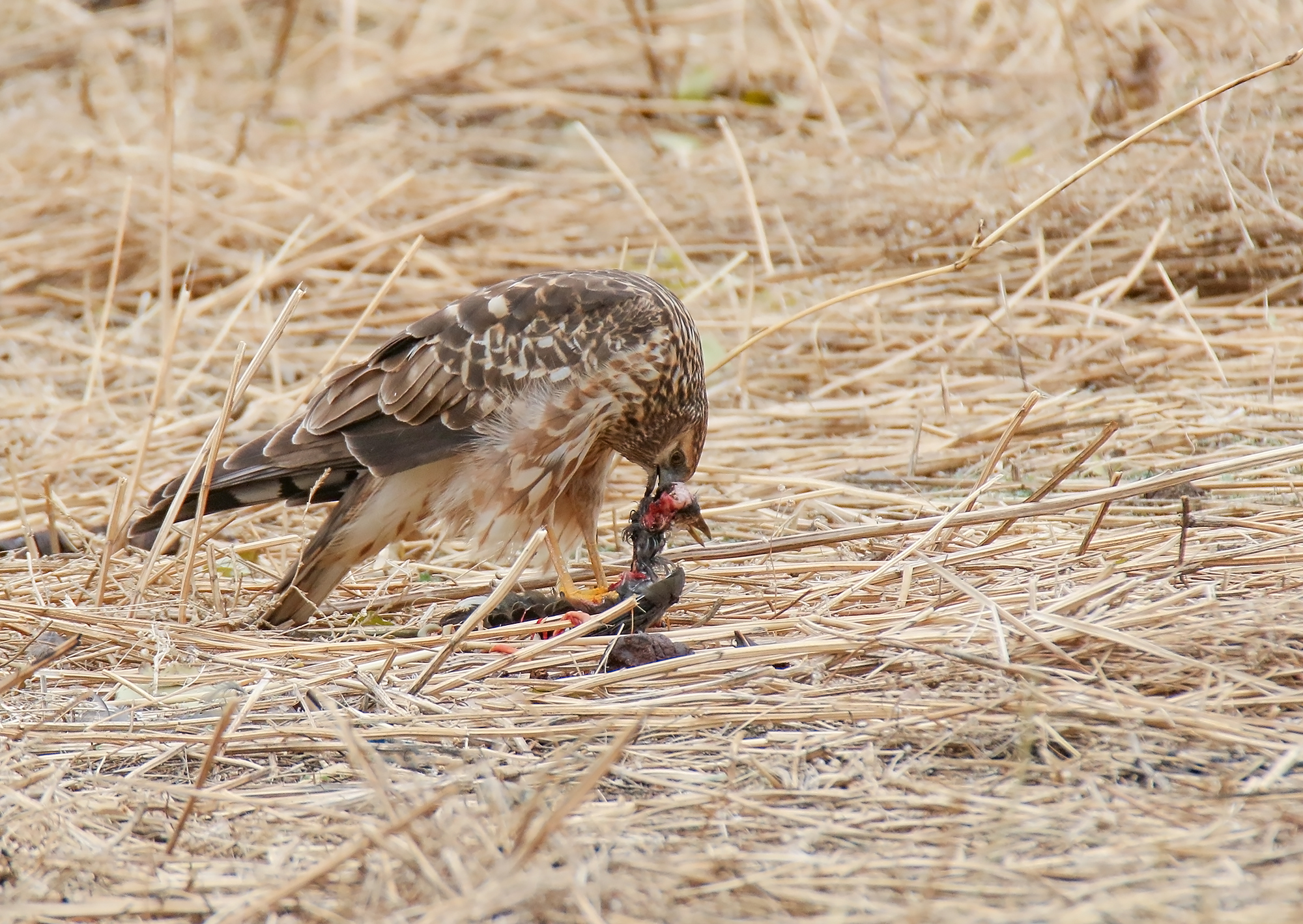
Moták pilich požírající ptáka

Živí se malými savci a ptáky. Stejně jako ostatní motáci vyhlíží kořist za pomalého kymácivého letu nízko nad terénem. Jakmile ji zahlédne, rychle se snese na zem a uchopí ji do pařátů. Požírá i větší hmyz a mršiny.

## Rozmnožování

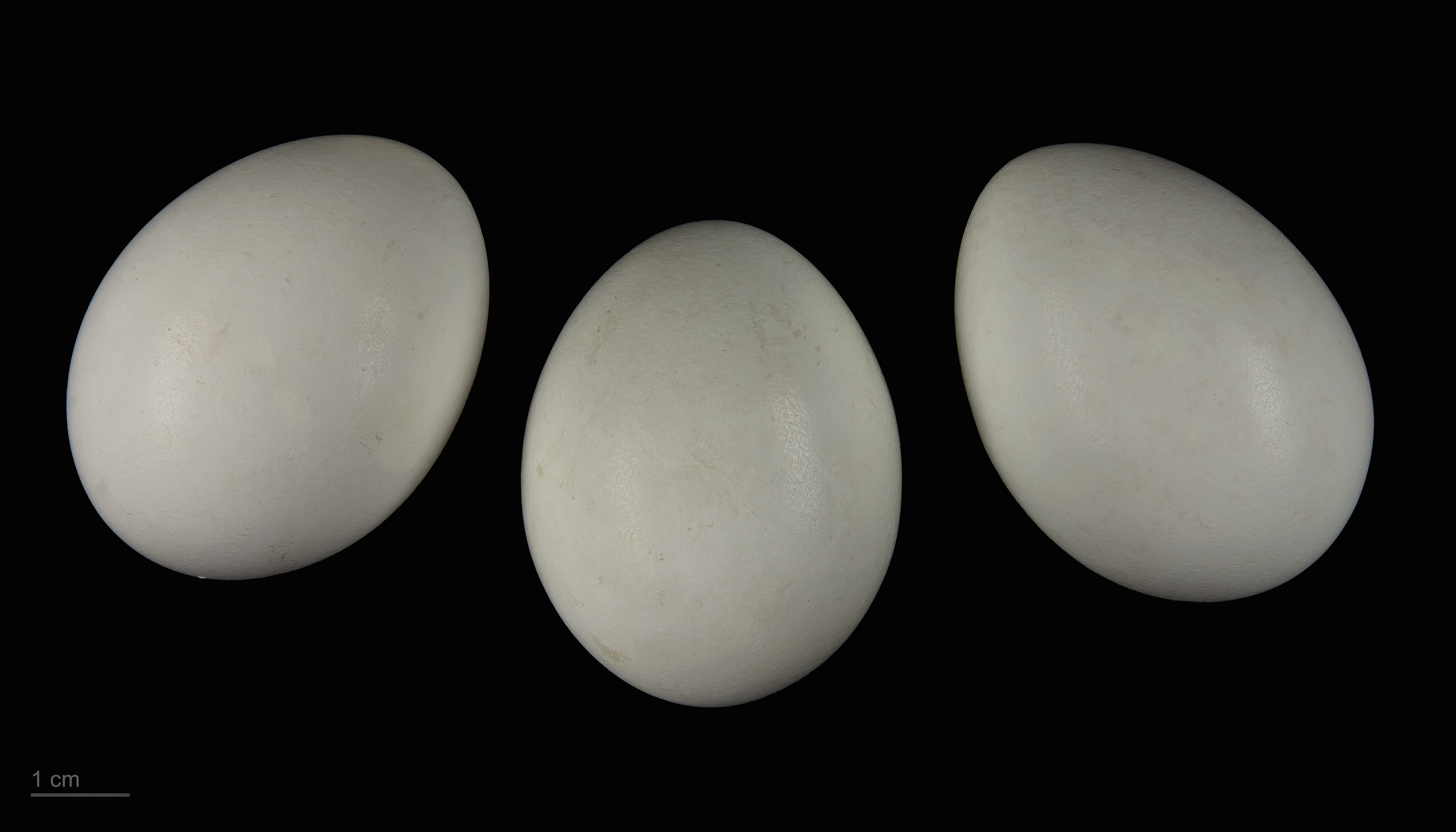
Circus cyaneus

Hnízdo je na zemi, skryté mezi nižší hustou vegetací. V současnosti je největším problémem vysoušení, a tím pádem zánik, potenciálních hnízdišť. V ČR se nacházejí hnízda téměř výhradně v lesích, buď na pasekách či holinách, nebo ve vzrostlých smrkových porostech. Samice začíná snášet vejce (bílá, kulovitá) na přelomu dubna a května. V jedné snůšce bývá (2–)4–6 vajec o velikosti 45,7 × 36,0 mm. Na vejcích sedí jen samice, samec ji krmí a později jí také přináší potravu pro mláďata. Inkubační doba je 29–30 dnů. 

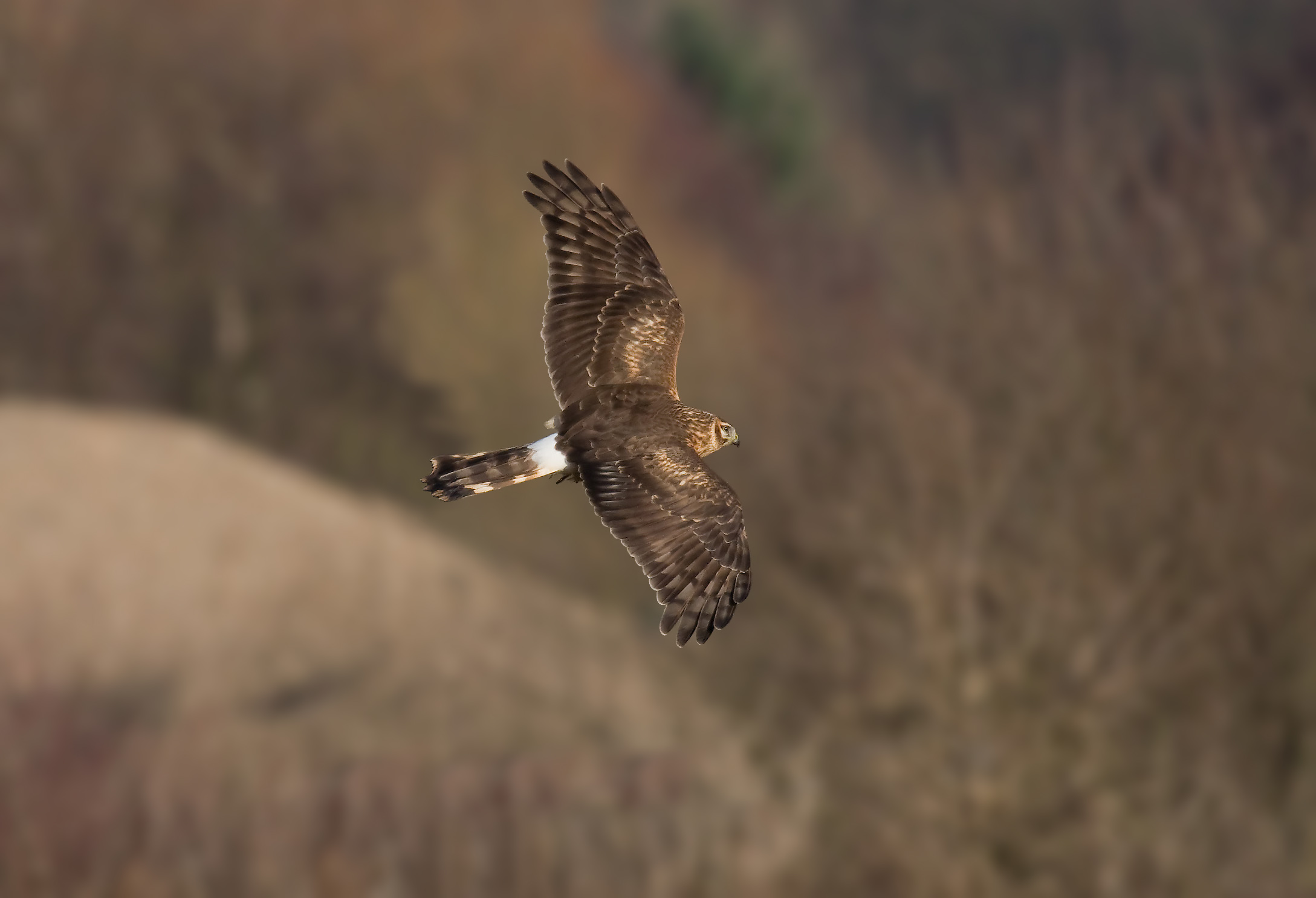
Mladý pták

Mláďata jsou opeřena po 29–42 dnech a vyvedena od 35 do 42 dnů.[nedostupný zdroj] Moták pilich se dožívá až 16 let. Většina párů je monogamních, u samců je však zaznamenána také polygynie.

## Ohrožení
Na úbytku pilichů hnízdících v ČR se patrně podílí predace hnízd liškami a prasaty divokými. Významný a dlouhodobý vliv na úspěšnost hnízdění mají zřejmě také lesní práce prováděné při údržbě lesních porostů. Dalším rizikovým faktorem je ilegální odstřel. Viz též informace P. Pelze o plenění hnízd člověkem.

## Zajímavosti
Obratností letu motáků se asi inspirovali konstruktéři britských bojových letounů – jeden ze strojů britské armády, který je schopen startovat a přistávat kolmo vzhůru, nese jméno Harrier, tedy moták.[nedostupný zdroj]